# Systematic
I Systematic furono una formazione alternative metal/post-grunge proveniente da San Jose (California).

## Storia
I Systematic si formarono nel 2000 e firmarono un contratto con la "The Music Company", l'etichetta discografica di Lars Ulrich, batterista dei Metallica. Nel 2001 venne pubblicato il disco d'esordio, Somewhere in Between, che raggiunse il posto 143 nella classifica di Billboard e nello stesso anno parteciparono all'Ozzfest, festival organizzato dal cantante Ozzy Osbourne. Nel 2003 uscì il secondo capitolo discografico Pleasure to Burn, album che vede l'entrata del batterista Paul Bostaph, uscito dagli Slayer. La vita del gruppo fu breve e si sciolse nel 2004. Dei membri non si è saputo più nulla, eccetto del cantante/chitarrista Tim Narducci (che suona ora nei "Spiralarms") e di Bostaph (in seguito negli Exodus).

## Ultima Lineup
- Tim Narducci - voce/chitarra
- Adam Ruppel - chitarra
- Nick St. Denis - basso
- Paul Bostaph - batteria

## Membri Precedenti
- Johny Bechtel - basso
- Shaun Bannon - batteria

## Discografia
- 2001 - Somewhere in Between
- 2003 - Pleasure to Burn